# Triteleiopsis
Triteleiopsis, monotipski biljni rod u porodici šparogovki (Asparagaceae) i redu šparogolike (Asparagales), dio je potporodice Brodiaeoideae. 
Jedina vrsta je T. palmeri čiji je izvorni areal ove vrste JZ. Arizona i Meksiko (poluotok Baja California, Sonora). To je lukovičasti geofit i prvenstveno raste u pustinjama ili suhim grmovitim biomima.

## Opis
Listovi 3 – 10, 15 – 30 cm × 3 – 20 mm široki pri dnu. Cvjetovi: cjevčica perianta 9 – 10 mm, režnjevi 7 – 8 mm, izmjenjuju se s poprečnim dodacima perianta, bez vidljive veze s prašnicima; niti su uspravne, prirasle uz cjevčicu perianta i tvore unutarnje grebene na dnu cijevi. Cvjetovi Triteleiopsis palmeri slični su cvjetovima Triteleia, ali se razlikuju u određenim detaljima strukture (prašnici bazični, papilirani; prisutnost unutarnjih poprečnih periantnih dodataka; stigma nije režnjevita), a posebno u vegetativnim karakteristikama. Listovi, iako kobičasti, nisu kanalizirani i nisu bazalni, već su naizmjenični i zbijeni pri dnu stabljike. Ljuska je debela (7 – 10 mm u promjeru) u usporedbi sa Triteleiom (1 – 5 mm). Biljke rastu u rahloj, pjeskovitoj zemlji. Sada su u opasnosti od istrebljenja u Arizoni, a time i Sjedinjenim Američkim Državama.

## Vanjske poveznice
- Sonoran Desert Plants (sa slikama)